# Astropecten armatus
Astropecten armatus is een kamster uit de familie Astropectinidae. De wetenschappelijke naam van de soort werd in 1840 gepubliceerd door John Edward Gray.

## Ondersoorten
- Astropecten armatus armatus
- Astropecten armatus erinaceus Gray, 1840
  - = Astropecten oerstedii Lütken, 1859[1]
- Astropecten armatus peruvianus Verrill, 1867